# Animax
Animax (アニマックス?, Animakkusu) è un canale televisivo nato in Giappone specializzato nella trasmissione di anime, controllato da varie società produttrici di anime. Animax è dedicato 24 ore su 24 solo agli anime.

## Animax nel mondo

Diffusione del canale Animax nel mondo (gennaio 2009).

Il canale Animax è presente in Giappone, Taiwan, Hong Kong, Corea del Sud, Asia dell'Est, Asia del Sud, America Latina, Australia e Africa meridionale, e recentemente si sta aprendo anche in Europa: è stato lanciato in Europa centrale (Ungheria, Romania, Repubblica Ceca) dall'aprile 2007, in Germania dal giugno 2007, in Spagna e Portogallo, Slovacchia nel 2008.

## Animax in Italia
Il canale satellitare AXN (Canale 120 di Sky) della Sony dal 12 gennaio 2008 ha arricchito il suo palinsesto con un'ora di programmazione Animax, di notte e di pomeriggio, per valutare la risposta del pubblico italiano per un eventuale sbarco del canale dedicato Animax. I titoli trasmessi sono stati Planetes, I cieli di Escaflowne, .hack//SIGN, Noein.
Il blocco anime di AXN è stato successivamente eliminato dal palinsesto 2008/2009. Il management della rete ha rifiutato di motivare la decisione, giunta ad appena sei mesi dall'inizio delle trasmissioni.

## Programmazione
La programmazione di Animax è dedicata agli anime, e vanta numerose serie, tra le quali: Ghost in the Shell, Cowboy Bebop, le serie di Mobile Suit Gundam, Honey and Clover, InuYasha, Fullmetal Alchemist, Eureka 7, Ranma ½, le tre serie di Dragon Ball, la saga Pretty Cure, Card Captor Sakura, Tsubasa Chronicle, Chobits, Escaflowne, Death Note, Neon Genesis Evangelion, Wolf's Rain, Conan il ragazzo del futuro, Steamboy, Keroro, School Rumble, Record of Lodoss War, Hungry Heart, Akanesasu shōjo, tutti rigorosamente non censurati.

## Controversie
Nelle versioni fuori dal Giappone Animax ha cominciato ad includere serie che non hanno alcun legame con gli anime tra cui serie TV live action e programmi autoprodotti. In America Latina e Portogallo, la programmazione risultava composta dal 2009 maggiormente da contenuti live action e programmi musicali mentre gli anime furono relegati alla notte e primo mattino fino alla chiusura avvenuta il 1 maggio 2011 quando il canale fu rimpiazzato da Sony Spin a sua volta chiuso il 1 luglio 2014 per essere poi rimpiazzato da Lifetime. Addirittura in Africa, nel 2010, gli anime erano totalmente spariti dalla programmazione nonostante il nome "Animax" (il canale poi viene chiuso il 31 ottobre 2010). Stessa sorte di Animax Africa è avvenuta in Animax Europa dell'Est nel luglio 2012 mentre in Spagna vi erano sia gli anime che le serie live action ma nel marzo 2013 i live action furono cancellati totalmente trasmettendo di nuovo 24 ore anime 
Il 1º luglio 2016 Animax Germania chiuse il canale televisivo diventando un servizio on demand. La stessa sorte avviene in India dall'aprile 2017 diventando Sony Yay mentre nel Regno Unito il servizio on demand chiuse i battenti il 31 ottobre 2018 rimpiazzato da Funimation.